# 藍宇 〜情熱の嵐〜
『藍宇 〜情熱の嵐〜』（ラン・ユー じょうねつのあらし、原題: 藍宇）は2001年の中国・香港の恋愛映画。監督は關錦鵬 （スタンリー・クワン）、出演は胡軍 （フー・ジュン）と劉燁 （リウ・イエ）など。匿名でインターネット上に発表され、話題を呼んだ小説を、自らゲイであることをカミングアウトしているクワン監督が中国政府の認可を得ることなくインディペンデントで映画化した作品で、北京で愛し合う男性2人の苦悩と葛藤を描いている。
日本では2002年に開催された第11回東京国際レズビアン&ゲイ映画祭（8月1日・4日）にて初上映されたのち、2004年7月31日から一般劇場公開された。ビデオタイトルは 『情熱の嵐 〜LAN YU〜』。
その後、2022年11月に4Kリマスター版が『ランユー』のタイトルで劇場公開された。

## ストーリー
舞台は1988年の北京。高級官僚の子息で青年実業家の陳捍東（チェン・ハントン）は、部下で友人の劉征（リウ・ジェン）に金に困っているという学生・藍宇（ラン・ユー）を紹介され、一晩ベッドを共にする。
捍東はゆきずりの遊びで快楽を買ったつもりでいたが、藍宇は初体験の相手だった捍東を本気で恋慕うようになる。4ヵ月後、偶然街で再会したふたりは交際を始めるが、享楽的な捍東の浮気がもとで藍宇は彼の元を離れてしまう。
やがて勃発する天安門事件。銃声が鳴り響く深夜の街で、捍東は藍宇を探しまわる。再び恋人関係に戻るふたり。捍東は藍宇の大学の卒業祝いにと車と家を買い与えるが、幸せな生活は長くは続かず、捍東は仕事で知りあった通訳の林静平（リン・ジンピン）と結婚。藍宇は譲り渡された家を去り、捍東の前から姿を消す。
捍東の結婚生活は3年で破綻、ある日空港で彼は藍宇の姿をみつける。初めて出会ったときから10年の月日が流れようとしていた。三たび恋人関係に戻るふたりだが、その矢先に捍東の事業に不正の嫌疑がかけられ、彼は囚われの身となる。藍宇はかつて捍東から贈られた資産を処分して得た金で捍東を釈放させると、2人は改めて互いの愛を確認して再出発をするが、その翌日、藍宇は工事現場での仕事中の事故で亡くなる。

## 解説
香港映画界を代表する文芸派監督關錦鵬（スタンリー・クワン）がインターネットで発表されたゲイ小説 『北京故事』 （邦題：『北京故事 藍宇』 講談社刊）を映像化した作品。2001年のカンヌ国際映画祭「ある視点」部門に出品された。
原作に熱狂的な支持層が存在したことと、香港の有名監督が中国本土の俳優を使いほぼインディペンデント体制で撮りあげたという独自のスタイルから公開前から注目を集め、特に台湾では第38回台湾金馬奨で編集賞、改編脚本賞、観客が最も好きな映画賞、最優秀監督賞、最優秀主演男優賞を受賞、また儒教思想が根強く保守的な台湾で、それまで全く市民権のなかったセクシュアル・マイノリティの存在が急速に認知されるという社会現象も巻き起こした。
経済開放で激変する中国の社会背景がさりげなく物語に反映されている点も見どころのひとつ。
中国国内での正式上映は許可されなかったが、2006年にDVDが発売された。

## キャスト
- 陳捍東 （チェン・ハントン）： 胡軍 （フー･ジュン）
- 藍宇 （ラン・ユー）： 劉燁 （リウ・イエ）
- 林静平 （リン・ジンピン）： 蘇瑾 （スー・ジン）
- 劉征 （リウ・ジェン）： 李華彤 （ リー・ホァトン）
- 咏紅（ヨンホン、捍東の妹）： 盧芳 （ルー・ファン）
- 大寧（ダーニン、咏紅の夫）： 張永寧 （チャン・ヨンニン）
- 老太太（捍東の母）： 趙敏芳 （チャオ・ミンフェン）
- 衛東（ウェイトン、捍東の弟）： 李爽 （リー・シュアン）
- 牛媽（ニィウマー、陳家のお手伝い）： 張少華 （チャン・シャオファ）
- 張姐 （チャンジェ、捍東の友人）： 杜鶴（ドゥ・ホァ）
- 劉大力 （リウ・ダーリー、捍東の友人）： 劉景毅 （リウ・ジンイー）